# 싱카어족
싱카어족(영어: Xincan languages)은 메소아메리카 원주민인 싱카족의 언어들로 이루어진 작은 어족이다. 오늘날에는 모두 사멸했다. 한때 싱카어족 언어들은 오늘날의 과테말라 동남부, 엘살바도르 대부분 지역, 온두라스 일부 지역에서 쓰였다.

## 분류
싱카어족과 다른 어족의 관계는 입증된 바가 없다. Lehmann (1920)은 싱카어족과 렝카어족을 연관지으려 했지만 이를 입증하지는 못했다. 싱카어족은 한때 단일한 고립어로 여겨졌지만 최근의 연구에 의하면 여러 언어로 이루어진 어족이었다고 생각된다.
싱카어족에는 적어도 4개 언어가 속했던 것으로 보인다. 현재는 모두 사어가 되었다. 유필테페케어는 후티아파주에서 사용되었고, 나머지 3개 언어는 산타로사주에서 쓰였다.
- 유필테페케어(Yupiltepeque): 1920년 이전에 사멸. 한때 후티아파시에서도 쓰였다.
- 후마이테페케어(Jumaytepeque): 1970년대 초반에 라일 캠벨이 학계에 최초로 보고했다. 후마이테페케 화산 꼭대기 부근에서 쓰였다. 싱카어족에서 가장 이질적인 언어로 치키물리야어와는 상호 의사 소통이 불가능했다. 유창하게 구사하는 모어 화자는 모두 사망했지만 단편적인 지식을 지닌 화자들은 아직 남아 있을 가능성도 있다.
- 치키물리야어(Chiquimulilla): 사멸.
- 과사카판어(Guazacapán): 사멸. 단편적인 지식을 지닌 화자들이 남아 있음.

여기에 글로톨로그는 다음을 덧붙인다.
- 시나칸탄어(Sinacantán)[3]

Sachse (2010)는 오늘날 남아 있는 싱카어족 화자는 모두 단편적인 지식만을 지녔고 유창한 화자들은 모두 사망했다고 본다.

## 역사
싱카어족은 특히 농경에 관련된 단어 가운데 마야어족에서 차용한 단어가 많다. 이는 마야인과의 폭넓은 접촉을 시사한다.
16세기에 싱카족의 영토는 태평양 연안에서 할라파주의 산지까지 뻗어 있었다. 1524년에 싱카족은 스페인 제국에게 정복당했다. 수많은 사람이 노예가 되어 오늘날의 엘살바도르 지역 정복 사업에 동원되었다. 산타로사주 쿠일라파 지역의 마을, 강, 다리의 이름인 로스에스클라보스(스페인어: Los Esclavos, ‘노예들’이라는 뜻)는 여기서 비롯한 것이다.
1575년 이후 싱카족의 문화 절멸은 한층 가속화되었다. 이는 주로 싱카족이 강제로 다른 지역으로 이동되었기 때문이다. 이로 인해 싱카어 화자의 수 또한 감소했다. 싱카어에 관한 가장 오래된 기록 중 하나는 1769년에 페드로 코르테스 이 라라스 대주교가 타시스코 교구 방문 중에 남긴 것이다.

### 현재
최근까지 싱카어는 과테말라 산타로사주와 후티아파주의 7개 도시와 1개 마을에서 쓰였다. 1991년에 보고된 바로는 25명의 화자만이 남아 있었으며, 2006년판 《언어·언어학 백과사전》(Encyclopedia of Language and Linguistics)에 따르면 화자 수는 10명 이하였다. 그러나 2002년 과테말라 인구조사에 참여한 16,214명의 싱카인 가운데 1,283명은 싱카어를 할 줄 안다고 응답했다. 이들은 싱카어를 유창하게 하지 못하는 준(準)화자이거나 싱카어 단어와 문구를 몇 개 아는 사람들이었을 것이다. 2010년에는 완전히 유창한 화자들은 모두 사망했으며, 부분적으로 구사하는 사람들만이 남아 있었다.

## 분포
한때 싱카어족은 더 넓은 지역에서 사용되었다. 이는 싱카어에서 유래한 다양한 지명을 통해 짐작할 수 있다. 이러한 지명들의 특징으로는 장소를 나타내는 접두사인 ay- “~의 장소”(예: Ayampuc, Ayarza), al- “~의 장소”(예: Alzatate), san- “~ 안”(예: Sansare, Sansur) 또는 접미사 -(a)gua 및 -hua “마을, 거주지” (예: Pasasagua, Jagua, Anchagua, Xagua, Eraxagua) 등이 있다.
Kaufman (1970:66)에 따르면 다음과 같은 마을에서 한때 싱카어가 사용되었다.
- 유필테페케
- 후마이테페케 (누에바산타로사)
- 산후안테쿠아코
- 치키물리야
- 타시스코
- 산타마리아이슈와탄
- 과사카판

Sachse (2010)는 식민 지배기의 자료를 인용하여 산타로사주와 후티아파주의 다음과 같은 마을에 스페인 식민 지배기 동안 싱카어 화자들이 살았다고 하였다.
| - 과나가사파 (과나가사판), 에스쿠인틀라주 - 과이망고 - 이티키파케 (아티키파케 또는 네슈티키파케라고도 부름) - 테페아코 - 타쿠일룰라 - 타시스코 - 과사카판 - 치키물리야 - 시나칸탄 - 난신타 - 테쿠아코 - 이슈와탄 (이스과틀란) | - 후마이테페케 - 할파타과 - 후티아파 - 코마파 - 유필테페케 - 아테스카템파 - 라사쿠알파 - 콘테페케 - 아추아파 - 바예티에라블랑카 (타쿠일룰라의 교구) - 산타아나 (시나칸탄의 교구) - 산후안미슈탄 (스페인어, 나와틀어, 싱카어의 3개 언어가 쓰였던 마을) |

## 음운론
싱카어족 언어들은 음운론적으로 약간의 차이가 있었던 것으로 보인다. 이는 오늘날 남아 있는 두 언어의 준(準)화자들로부터 관찰한 음운론에 차이가 있다는 점에서 알 수 있다.

### 모음
학자들은 싱카어족 언어들에 6개의 모음이 있었다는 데 대체로 동의한다.
|          | 전설 | 중설 | 후설 |
| -------- | ---- | ---- | ---- |
| 고모음   | i    | ɨ    | u    |
| 중고모음 | e    |      | o    |
| 저모음   | a    |      |      |

### 자음
싱카어족 언어들에 정확히 어떤 자음이 있었는지는 모른다. 다음 표는 최후의 준(準)화자들이 발화에 사용한 소리를 나타낸 것이다.
|        | 양순음 | 양순음 | 치경음 | 치경음 | 치경음 | 후치경음 | 연구개음 | 연구개음 | 성문음 |
|        | 기본   | 방출   | 기본   | 방출   | 설측   | 후치경음 | 기본     | 방출     | 성문음 |
| ------ | ------ | ------ | ------ | ------ | ------ | -------- | -------- | -------- | ------ |
| 파열음 | p      | pʼ     | t      | tʼ     |        |          | k        | kʼ       | ʔ      |
| 마찰음 |        |        | s      |        | ɬ      | ʃ        |          |          | h      |
| 파찰음 |        |        |        | t͡sʼ    |        | t͡ʃ       |          |          |        |
| 비음   | m      |        | n      |        |        |          |          |          |        |
| 접근음 |        |        |        |        | l      |          | ɰ        |          |        |
| 전동음 |        |        | r      |        |        |          |          |          |        |

보다 젊은 이들은 스페인어의 영향을 더욱 크게 받아 /b, d, g, f, ŋ, ʂ/도 음소로 사용하였다.

## 참고 문헌
- Campbell, Lyle (1997). American Indian languages: The historical linguistics of Native America. New York: Oxford University Press. ISBN 0-19-509427-1.
- Sachse, Frauke (2010). Reconstructive description of eighteenth-century Xinka grammar. Utrecht: Netherlands Graduate School of Linguistics. ISBN 9789460930294.
- Rogers, Chris Rogers. (2016) The Use and Development of the Xinkan Languages. University of Texas Press